# 이웅한
이웅한(1988년 8월 19일 ~ )은 전 KBO 리그 롯데 자이언츠의 야구 선수다.

## 출신 학교
- 합덕초등학교
- 천안북중학교
- 공주고등학교

## 등번호
- 60 (2007)
- 38 (2008~2009)
- 41 (2012~2014)
- 51 (2015)